# Phorbas (Argos)
Phorbas (altgriechisch Φόρβας Phórbas), der König von Argos, war in der griechischen Mythologie der Sohn des Argos oder des Kriasos.
Er hatte einen Sohn Triopas. Dieser folgte Phorbas auf dem Thron von Argos nach.
Phorbas als König von Argos gehört in die argivische Tradition der Sage des Phorbas, Sohn des Lapithes, und ist somit mit diesem zu identifizieren.